# Ріаз Ахмед Ґоар Шагі
Ріаз Ахмед Ґоар Шагі (урду ریاض احمد گوھر شاہی) (‎25 листопада 1941) — пакистанський духовний лідер, автор і засновник духовного руху Месія Міжнародний фонд.
Він є автором книги «Релігії Бога (2000)». Вона була перевидана Месією Міжнародного фонду в 2012 році з Бальбоа Прес. Це був № 5 у списку бестселерів видавця по 1 липня 2012 року.
Народився у селі Док Ґоар Шах в окрузі Равалпінді, Пакистан.